# 神龍 (ドラゴンボール)
神龍（シェンロン）は、漫画『ドラゴンボール』および、それを原作とするアニメに登場する架空のキャラクターである。
本項では、アニメ『ドラゴンボール超』、『ドラゴンボールGT』のみに登場する神龍や邪悪龍についても併せて解説する。
世界中に散らばるドラゴンボールを七つ集めると出現する龍。どんな（創造主の力を大きく超えたものを除く）願いも叶えてくれる存在である。各々の登場・叶えた願いなどは、ドラゴンボール (架空の道具)参照。

## 神龍の種類

### 神龍（シェンロン）
声 - 内海賢二（元祖、Z第21話 - 第100話、改第8話 - 第51話、劇場版第1作、第3作 - 第7作、第17作 - 第18作）、佐藤正治（Z第192話 - 第193話）、矢田耕司（『ドクタースランプ』）、大友龍三郎（超、DAIMA、劇場版第19作 - 第21作、『ドラゴンボール ゼノバース』以降のゲーム）
原作での初登場は其之十九、アニメでの初登場は『ドラゴンボール』第12話。サブタイトルはどちらも「ついに龍（ドラゴン）あらわる!」。ミスター・ポポがつくった龍の模型に地球の神が命を吹き込み神龍（シェンロン）を呼ぶドラゴンボールを作った。一人称は「わたし」、アニメでの初登場では「俺」。
地球のドラゴンボールから「出でよ神龍!! そして願いを叶えたまえ!!」の掛け声で出現する。なお、「神龍よーい! 出てきておくれ!」「さあ出てこい! 神龍とやらよ!」「出でよドラゴン!」などのくだけた言い方でも、意味が通じれば呼び出すことは可能。
アジア圏の伝承に登場するような胴が細長いタイプの龍で体色は緑で赤い目をしている。基本的にはどんな願いも1つだけ叶えてくれるが、創造主である神の力を超える願いは叶えられず、同じ願いも2度と叶えられないため、過去に神龍によって生き返った経験がある者を再度生き返らせることは不可能。死者を生き返らせる際は一度に大勢の人数を生き返らせることもできるが、死んでから1年以上経過した者は復活させることができず、寿命などの自然死の場合も生き返りの対象外である。神龍によって生き返ったことはないが後述のポルンガによって生き返ったことのある者を生き返らせることができるかは具体的に言及されていないが、孫悟飯のモノローグにセルゲーム中にセルジュニアたちに痛めつけられる仲間たち（この中でピッコロ、天津飯、ヤムチャは神龍によって蘇生したことがない）を見ながら「トランクスさん以外はもう二度とドラゴンボールで生き返ることはできない」というものがある他、アニメ版『ドラゴンボール超』においては神龍によって生き返ったことがないピッコロを蘇生させるためにポルンガに頼っており、ポルンガによって生き返った場合も神龍による場合と同様に蘇生に制限がかかることを示唆する描写が見られる。
ピッコロ大魔王に1度消滅させられている。この時ドラゴンボールは石となった。神が死ねば神龍も死ぬ。また、ドラゴンボールに命を与えられる龍族である神が戦士型のピッコロと融合した際もドラゴンボールは石となった。
人造人間編で新たに地球の神となったデンデに命を吹き込まれて生まれ変わり、「どんな願いも」から「可能な限り」と口上も少し変化している。この新しい神龍で叶えられる願いの数は2つだったが、その後魔人ブウ編においては叶えられる願いの数が3つに強化され、多くの人を生き返らせた場合、叶えられる願いは2つに減少する。願いを叶えた後は姿を消し、ドラゴンボールはドラゴンレーダーにも反応しない石ころとなって世界中に散らばり、基本は1年間願いを叶えられない条件だが、魔人ブウ編において、3つの願いのうち1つ叶えただけなら4か月後に再び神龍を呼び出すことができるという特例も示された。アニメ版ではピッコロが「デンデが新しく作り直した神龍であれば、それ以前のドラゴンボールで1度生き返ったことはカウントされないのではないか」という可能性を検討していた。しかし実際にはデンデが神になる以前の蘇生も含まれたため、既に1度蘇生経験のある悟空は生き返らなかった。
『ドラゴンボールDAIMA』では3つの願いは常連だけのサービスであり、得体の知れない初めての者には1つしか叶えられないようになっていることが明かされた。なお、劇場版『ドラゴンボール超 ブロリー』ではチライの1つめの願いを叶えたらそのまま去っており、ピラフ一味がソルベと一緒にいた時は、劇場版『ドラゴンボールZ 復活の「F」』では2つ、同一エピソードが描かれたテレビ版『ドラゴンボール超』では3つの願いが叶えられた。
劇場版『ドラゴンボールZ 神と神』および同一エピソードを内包したテレビ版『ドラゴンボール超』では、ビンゴの景品として用意され、ビンゴの勝者に願いを叶える権利が与えられるなど、完全にブルマたちの私物になっている。破壊神ビルスと対面した時は、目上の存在だったため敬語になっており、全員が「あんな神龍初めて見る」と驚いていた。なお、ビルスはドラゴンボールを見た時「ナメック星の願い玉に似ている」と発言しており、ドラゴンボールの存在を知っていた。その後、ソルベがフリーザを復活させる際に呼び出した時と、ブルマが7個目の超ドラゴンボールの在処を聞く際は願いは再び3つになっていた。ビルスたちからの扱いの軽さを見たベジータから「神龍も安くなったものだな」と言われている。また、ブルマが悟空の願いを叶える条件を出した時、時間切れなのにもかかわらず、ビルスを脅迫のネタに使われ、予定より長く滞在させられた際、自らが悟空に頼む側になるなど情けない面を見せた。漫画版ではこの辺のやり取りは描かれなかった。
一度召喚されると長い間出ていることができないが、劇場版第15作目『ドラゴンボールZ 復活のフュージョン!!悟空とベジータ』では願いを言ってもらえず、願い事を待ち続けたままラストシーンを飾るという一幕もあった。
『ドラゴンボールGT』では、ドラゴンボールが完全に浄化された後、誰も呼んでいないが現れる。「これ以上ドラゴンボールを使わせるわけにはいかない」と言い、それを理解した悟空の最後の願いで邪悪龍たちによって犠牲になった人たちを生き返らせた後、ドラゴンボールや悟空と共にどこかへと消えていった。トランクスは「人間がオレたちだけの力で立ち直れるかどうか試している」と解釈し、事実、100年後には四星球が復活しており、天下一武道会には再び尻尾が消え大人に戻った悟空の姿があった。
ゲーム『ドラゴンボールZ カカロット』では、セル編と魔人ブウ編の間に神龍のパワーアップをするサブストーリーがある。パワーアップ前は叶えられる願いの数が2つだが、パワーアップ後は叶えられる願いの数が3つに増える。神龍のパワーアップには希少な鉱石「七色水晶」が必要であり、カメハウスの南方の海にある沈没船から悟飯が発見した。なお同作では魔人ブウ（純粋）を除いた強敵たちを蘇生させることが可能。
『CROSS EPOCH』では奇跡の球から呼び出される龍として登場。呼び出された後は一年の休暇と、悟空やルフィなど神龍の一部の親しい友人を招いての盛大な大イベントが行われる。
鳥山明によると東洋の龍をベースにしているが、そのまま描くともっと複雑になるので和洋折衷のような感じのデザインにしたという。

### ポルンガ
声 - 滝口順平（Z第76話 - 第107話）、佐藤正治（ゲーム『ドラゴンボールZ』）、郷里大輔（改第36話）、大友龍三郎（改第51話 - 第157話、ゲーム『ドラゴンボール ファイターズ』）
原作での初登場は其之二百九十二「いでよ本場の神龍!!」、アニメの初登場は『ドラゴンボールZ』第75話「七つの玉を揃えし者よ…さあ合言葉を言え!」。
ナメック星のドラゴンボールから、「出でよ神龍!! そして願いを叶えたまえ!!」の意味の該当ナメック語訳「タッカラプト ポッポルンガ プピリットパロ」の掛け声で出現する。
ナメック星の神龍であり、地球の神龍よりも数倍の大きさ。その名前はナメック語で夢の神という意味を持つ。名前の由来について原作者の鳥山は、「記憶にないが、まったくの適当な名前だと思う」と語っている。
頭部に角が4本、両腕に2本の角、背鰭があり、ナメック星人のように額に2本の触角が生えており、赤い目をしている。指は地球の神龍と同様4本。基本的にはどんな願いも3つまで叶えられるが、創造主である最長老の力を超える願いは叶えられない。過去にドラゴンボールによって生き返った経験がある者を何度でも生き返らせることが可能。死者を生き返らせる際は一度に大勢の数を生き返らせることはできず、1つの願いで1人が対象となる。しかしフリーザの一件があってからムーリの手によってパワーアップし、魔人ブウ編では1つの願いで対象者全員を生き返らせることができるようになっていた。神龍と異なり死んでからナメック星基準の1年（約130日）以上経過した者でも復活させることができるが、寿命などの自然死の場合は対象外というのは神龍と同様である。
ポルンガ自身は地球人と同じ言葉（『ドラゴンボール』世界での共通語）で話し、他者の言語も理解できるが、願いを伝えるには、ナメック語でなければ通じない。地球の神龍と異なり、「可能な限り」と発言する。
ドラゴンボールの大きさも地球の物より大きい。地球のドラゴンボールが使えないとき、使われることが多い。また、再び使えるようになるまでの期間は地球のものより短く、その3分の1ほどである。ナメック星の星の1年の長さに依存するためである。
当初こそ地球の神龍よりも大きな体躯からクリリンを初めとしてそのスケール感に威圧される者もいたが、クリリンを生き返らせた時はバラバラになった肉体と服も特別サービスと称して一緒に再生してくれたり、魔人ブウに破壊された地球を元に戻す願いを叶える際には指でサインを出し、「オッケー」と発言するなど、親しみやすい一面を見せた。また、アニメではブルマに「怖い顔してるのにいい仕事をしている」と言われた後は汗をたらしていた。
『ドラゴンボール超』では、ピッコロを生き返らせたり（アニメ版のみ）、キビト界王神を東の界王神とキビトに分離させている。敵方にも使われており、クランベリの傷を治療する、星喰いのモロの魔力を全盛期に戻す、銀河刑務所の囚人全員を脱獄させるなどの敵方の願いも叶えた。
『ドラゴンボールGT』では、究極のドラゴンボールによって消滅した地球を復活させている。

### 『ドラゴンボール超』オリジナル

#### 超神龍（スーパーシェンロン）
声 - 大友龍三郎
漫画版での初登場は其之十三「優勝宇宙、ついに決定!!」、アニメ版の初登場は『ドラゴンボール超』第41話「出でよ神の龍 そして願いを叶えてちょんまげ!」。
第6・第7宇宙に散らばる、1つが惑星と同等ほどの大きさもある「超（スーパー）ドラゴンボール」を7つ揃えることで出現する神龍。地球やナメック星の他のドラゴンボールも、超ドラゴンボールの欠片を用いて作り出されたとされ、すべてのドラゴンボールの始祖に当たる存在。
その全長は銀河系が小さく見えるほど巨大で、黄金色に輝いている。体内に核（コア）とでも言うべき存在があり、それに対して願いを言う。核は神の言語で喋り、願いは神の言語で言わなければならない。叶えてくれる願いは1つだけだが、他のドラゴンボールとは違い、叶えられる願いに際限がないという絶対的な力を持つ。願いが叶えられると光を失って第6・第7宇宙に散らばり、1年間は使用不能となる。
超ドラゴンボールから、神の言語で「出でよ神の龍 そして願いを叶えてちょんまげ」の掛け声で出現する。アニメ版『超』での神の言語は、日本語（作中の公用語）を全て逆さまにしたものであるが、｢ちょんまげ｣だけはそれに対応する言葉が無いため、逆さまに読む必要はない。漫画版『超』では当初は「ちょんまげ」以外は、逆さま言葉ではなく文字を一つ後にずらしたものとなっていた（例として「ダイロクウチュウノ」であれば「ヂウワケエツヨエハ」となる）が、未来トランクス編で再登場した際はアニメ版同様の逆さま言葉となっていた。

#### トロンボ
初登場は漫画版『ドラゴンボール超』其之六十九「シリアル星の遷移」。
シリアル星のドラゴンボールを2つ揃えて、「タッカラプト トットロンボ プピリットパロ」の掛け声で出現する神龍。シリアル星のドラゴンボールの創造主はモナイトで、シリアル星の神龍の名称はトロンボ。顔のまわりにフサフサのエラのようなものが付いた姿をしている。
どんな願いも可能な限り1つだけ叶えることができ、限界を超えた願いでも条件と引き換えに叶えてくれる。地球の神龍と同様、話す言葉と伝える願いは共通語となっている。シリアル星のドラゴンボールは願いを叶えた後も石にはならない。

### 『ドラゴンボールGT』オリジナル

#### 究極神龍（きゅうきょくシェンロン）
声 - 内海賢二（ゲーム『Sparking! METEOR』、『アルティメットブラスト』）
神がピッコロ大魔王と分裂する前に作った、究極のドラゴンボールから出てきた神龍。通常のものより巨大で赤い。叶えられる願いは1つだけだが、ピラフ一味が「このドラゴンボールのほうがより強大なパワーを持っている」と評している。詳細は不明で、書籍においても「死者の2度目の復活など従来の神龍の権限を超えた願いも可能!?」という表現に留まっている。究極のドラゴンボールの星は黒い色で、一度願いを叶えると宇宙全体に散らばり、1年以内に集めて元の場所に戻さないと願いを叶えた星は爆発してしまう。その一方で願いを叶えてもドラゴンボールは石化しないためドラゴンレーダーでの探知は可能で、集めることさえできれば1年以内に複数の願いを叶えさせることも可能。ただしその場合前述の期限はリセットされない。

#### 邪悪龍（じゃあくりゅう）
ドラゴンボールを1度使うと、膨大なマイナスエネルギーがドラゴンボールに蓄積され、それを浄化するのに100年程度の時を要する。しかしブルマが作ったドラゴンレーダーで探せるようになったため、悟空らが地球のドラゴンボールを短期間に幾度も使ったり、デンデが願いの数を3つに増やす形で出力をアップさせた結果、この期間に原作の分だけでも10種類の願いを叶えており、その溜まったマイナスエネルギーによってドラゴンボールにヒビが入り、神龍が邪悪龍へと変貌。ドラゴンボールひとつひとつに邪悪な生命体が宿り、悟空らと対峙することになった。悟空たちは知らなかったが、老界王神はそれを知っていたらしく、ブウとの戦闘中に願いを叶える話になった時は心配していた。
全銀河の破壊を目的としている。破壊というマイナス指向の野望を持ってしまったのは、マイナスエネルギーから誕生したためとも考えられるとのこと。邪悪龍は過去にも、ある惑星に出現したことがあり、その際には周辺の銀河を破壊しまくった。元々ドラゴンボールは大自然の流れを変え、不可能を可能にするアイテムであるため、ドラゴンボールから生まれた邪悪龍も電気、空気、熱といった自然の力を操れる。
なお、黒煙の龍以外の新キャストは『ドラゴンボールZ 超究極武闘伝』で公表された。
黒煙の龍（こくえんのりゅう）
声 - 郷里大輔、稲田徹（ドラゴンボールヒーローズ）
マイナスエネルギーが溜まりヒビが入った地球のドラゴンボールから出現した、マイナスエネルギーの集合体。願いを叶えようと悟空が呼び出したのをきっかけとして、稲光や地震と共にドラゴンボールのヒビから吹き出た青い煙の中から、邪悪な気を放ち、低い雄たけびと不気味な笑いを発しながら現れた。神龍と思い込み、願いを叶えてくれと言う悟空たちを無視し、分裂して世界中に7体の邪悪龍を放った。葉巻を吸っている。
『GT』本編の出番は1度のみだが、『ドラゴンボールヒーローズ』のスペシャルムービーでは邪悪龍に分裂した後も存在し続けており、フリーザやセル、ブロリーなど歴代の悪役を呼び寄せる、ブロリーを超サイヤ人4にパワーアップさせる、ピラフの願いで究極神龍の時と同様に悟空を子供の姿にさせるなど巨大な力を持ち、黒幕のような存在となっている。
一星龍（イーシンロン）
声 - 柴田秀勝
フリーザ一味に殺された者を生き返らせた時のマイナスエネルギーから生まれた邪悪龍。邪悪龍の頂点に君臨する存在で、『ドラゴンボールGT』における最強の敵。一星球が額に付いているほか、背中と肘と膝に複数の黒く太い棘を持ち、伸ばして背後の敵を串刺しにすることも可能。
他の邪悪龍とは一線を画する絶対的な戦闘力を誇り、完全に消滅しない限り何度でも復活できる。冷酷無慈悲で、仲間である邪悪龍を含めた自身以外の全ての者を見下した「傲慢」「尊大」といった言葉を絵に描いたような性格。その反面、強敵に出会うと狼狽する。必殺技はエネルギーの弾を連続発射する「秒殺魔光弾」。
初登場時には敗色濃厚となった四星龍を不意打ちで殺害。そのまま悟空との戦いとなり、10倍かめはめ波も通用しない強さで超サイヤ人4の悟空を圧倒した（ただし、この時の悟空は三星龍の攻撃で視力を失っていた）。
超一星龍（スーパーイーシンロン）
救援に駆けつけた悟飯たちからサイヤパワーを分け合い、パワーアップした悟空の10倍かめはめ波で消滅したかに見えた一星龍が、他の6個のドラゴンボールを取り込み自身の力にすることで、全ての邪悪龍の力を得た真の姿。外見は通常時とほぼ同じだが、胸部に一星球を中心に全てのドラゴンボールが付いている。
その戦闘力は本人いわく「10倍、もっとかもしれない」ほどに強化され、さらなる絶対的な力を得る。また、他の邪悪龍の技が使用可能となり、劇中では、三星龍の冷凍光線、四星龍の体温上昇、五星龍のドラゴンサンダーと再生能力、六星龍の烈風真空斬と旋風回転刃、七星龍の大地からのエネルギー波。また、劇中で明言されていないものの、四星龍の体を乗っ取るために七星龍の寄生らしき技も使っている。最強の必殺技は、全ドラゴンボールのマイナスエネルギーを集めた「マイナスエネルギーパワーボール」。
一度は悟空とベジータの超サイヤ人4同士のフュージョンによって誕生した超サイヤ人4ゴジータのビッグバンかめはめ波によって他6個のドラゴンボールが分離するが何とか凌ぎ、すぐまた四星球以外の5個を吸収。更にはフュージョンが解けたことで再び優位に立つ。四星球無しでもフュージョンが解けた悟空とベジータを圧倒し、フュージョンを阻止した。その後、四星球から復活した四星龍の最大の技を彼に寄生することで免れ、再び全てのドラゴンボールを取り込んで超一星龍となり、マイナスエネルギーで破壊の限りを尽くしたが、瀕死状態から立ち上がった悟空が全宇宙の元気を集めたことでマイナスエネルギーは完全に消滅。ベジータの決死の覚悟により時間稼ぎを重ね、完成した悟空の超ウルトラ元気玉で跡形もなく粉砕された。
ゲームでの初登場は『ドラゴンボールZ3』から。ほとんどのゲームではこの形態のみ登場することが多い。『ドラゴンボール ゼノバース』では魔神ドミグラの魔術により大猿ベビー、超17号と遭遇し仲間割れを起こすが、主人公と超4ゴジータの姿を認めると結託して襲い掛かる。その際はドラゴンボールに頼る主人公たちを「おろか者」と蔑み、これ以上頼ることは許さないと告げた。しかし（未来の）トランクスには「頼りすぎた」ことを肯定しつつも、ドラゴンボールのおかげで地球を守り抜いたことは確かだと言い返され、世界を壊させはしないと言い渡された。
破壊王超一星龍（はかいおうスーパーイーシンロン）
『スーパードラゴンボールヒーローズ』で登場する強化形態。
一星龍・ゼノ（イーシンロン ゼノ）
『スーパードラゴンボールヒーローズ』で登場する強化形態。
超一星龍・ゼノ（スーパーイーシンロン ゼノ）
『スーパードラゴンボールヒーローズ』で登場する強化形態。
超一星龍・ゼノ(魔強化形態)（スーパーイーシンロン ゼノ まきょうかけいたい）
『スーパードラゴンボールヒーローズ』で登場する強化形態。

二星龍（リャンシンロン）
声 - 茶風林
桃白白に殺されたボラを生き返らせた時のマイナスエネルギーによって生まれた邪悪龍。二星球は額に付いている。倒れてきた石で痛がるなど間抜けな性格で、本人は「邪悪龍最強」と称していたが、五星龍などの弁によると最弱という。必殺技は口から気弾を放つ「二星龍ドラゴン大振動」。
湖から霧状に発生する毒のマイナスエネルギーの力で、力を失った悟空とパンをいたぶるが、湖の底からの湧き水で復活した2人に敗れた。
超二星龍（スーパーリャンシンロン）
『ドラゴンボールヒーローズ』で登場する強化形態。
二星龍・ゼノ（リャンシンロン ゼノ）
『スーパードラゴンボールヒーローズ』で登場する強化形態。

三星龍（サンシンロン）
声 - 塩沢兼人、置鮎龍太郎（『ドラゴンボールZ W爆烈IMPACT』以降）
地球人からブウに関する記憶を消した時のマイナスエネルギーによって生まれた邪悪龍。三星球は右手に隠れており、本体とドラゴンボールが分離しても生存していられる。四星龍の兄で体色以外は同じ姿。初登場時は弟同様、青い膜で体を覆っていた。弟からは「兄貴」と呼ばれている。
一人称は「私」で、慇懃無礼な口調で話し、反面笑い方は下品である。弟の四星龍とは正反対で、勝つためには手段を選ばない卑怯で残忍な性格。冷気を操り、目から冷凍光線を発射する。また、片手をキャノン砲の銃口のような形状にして強烈な冷気を放つ必殺技も持つ。パンや四星龍を盾にしたり、降参するフリをして悟空の目を傷つけるなど、卑怯な手を使い続けるが、悟空の怒りの龍拳で消滅した。
『ドラゴンボール ゼノバース』ではパンに襲いかかった際に救援に現れた主人公と戦闘。パンと協力した主人公に倒された。
超三星龍（スーパーサンシンロン）
『ドラゴンボールヒーローズ』で登場する強化形態。
三星龍・ゼノ（サンシンロン ゼノ）
『スーパードラゴンボールヒーローズ』で登場する強化形態。

四星龍（スーシンロン）
声 - 山口健、増谷康紀（『ドラゴンボール ゼノバース』以降）
初代ピッコロ大魔王が永遠の若さを手に入れた時のマイナスエネルギーによって生まれた邪悪龍。邪悪龍ではあるが性格は兄の三星龍とは正反対であり、卑怯なことを嫌い、正々堂々と悟空と戦う。三星龍の卑劣さに対しては「そこまで性根が腐り切っていたのか」と憤慨し、反発していたが、彼が悟空に倒された際はその死を憂いており、一星龍に対しても「卑怯にも背後から私を撃ったお前をどうしても許せない」と憤慨していた。四星球は兄と同様、右手に隠れている。
一人称は当初「私」だったが、悟空との戦闘中から「俺」になる。上述の通り邪悪龍の中では良識派であり、悟空とは戦いを通じて一種の信頼関係を育んだ好敵手である。初登場時は熱を制御するために赤い膜で体を覆っていたが、悟空に促され黄金に輝く正体を表す。炎を操り、体を太陽の表面温度である6000℃まで高めることができ、超サイヤ人4の悟空やベジータを上回るスピードを誇る。
三星龍が敗れた後、戦いで目を傷つけられた悟空に再戦を約束し目薬を渡すが、突如現れた一星龍に「手負いの山猿一匹（悟空）倒せない情けない奴」として、悟空を庇って殺される。一星龍から四星球が離れた後に復活し、悟空が食べた時に発したプラスエネルギーで一星龍のマイナスエネルギーが消され、悟空と共に芝居をして一星龍を奇襲。しかし一星龍に寄生されて再び殺されてしまう。
必殺技は、熱エネルギーを凝縮させて放つ「バーストアタック」。獄炎のフィールドに敵を閉じ込め、そのフィールドを爆発させる究極の技「バーニングスピン」。四星龍自身は、四星球以外のドラゴンボールを取り込んでいる一星龍も倒す自信がある。閉じ込めた敵を炎の鎖で拘束することも可能で、四星龍自身はフィールド内にいても無事でいられる。また、レンズを作り出し光を集めて光線を放つこともできる。
脚本担当の前川淳は、ドラゴンボールを最終的な敵としたが、四星球だけは、ただの邪悪な球にしたくなかったとコメントしている。
『ドラゴンボール ゼノバース』に登場した際は悟空との一騎討ちを繰り広げ、倒されたことが語られた。
『ドラゴンボールヒーローズ ビクトリーミッション』では、バサークを依代にして力を与え、カギューと対決。バサークが敗北すると姿を現し、カギューとは自らの手で戦ってみたいと戦意を見せる。だが超サイヤ人4ブロリーの来襲により勝負の場は成り立たなくなってしまう。ブロリーから助けてくれたカギューを好敵手と任じ、力を貸すことに。そして自らの分身をブロリーに倒させることで死を偽装した。
超四星龍（スーパースーシンロン）
『ドラゴンボールヒーローズ』で登場する強化形態。
四星龍・ゼノ（スーシンロン ゼノ）
『スーパードラゴンボールヒーローズ』で登場する強化形態。

五星龍（ウーシンロン）
声 - 鈴置洋孝、真殿光昭（『ドラゴンボールヒーローズ』以降）
ラディッツとの戦いで戦死した悟空を生き返らせた時のマイナスエネルギーによって生まれた邪悪龍。五星球は腹部に付いている。電気スライムを使役して街中の電気を吸い取っていた。かなり小柄で、自称「邪悪龍最強」。電気を操る力を持つが、通常状態の攻撃は悟空たちには少々ひるませる程度の効果しかない。しかし電気スライムをまとうことで、街全体を飲み込むほど巨大化する「合体スライムビルドアップ」という技を持ち、体は10倍かめはめ波を跳ね返すほどの弾力となる。必殺技は「ドラゴンサンダー」。
スライムで悟空とパンを捕らえ、最大電力で悟空とパンを死の寸前まで追い詰めるが、雨が降り出したことで全身の電気がショートし始める。慌てて電気スライムと分離しようとするが、電気スライムの量が多すぎたために間に合わず爆発し、自滅する。その後は負けを認めるフリをしてだまし討ちを狙うが、あえなく悟空のかめはめ波で消滅した。
五星龍・ゼノ（ウーシンロン ゼノ）
『スーパードラゴンボールヒーローズ』で登場する強化形態。

六星龍（リュウシンロン）
声 - 大友龍三郎（龍）、勝生真沙子（乙姫）
ウーロンがギャルのパンティーを出してもらう願いを叶えた時のマイナスエネルギーによって生まれた邪悪龍。普段は美しい乙姫の姿をしているが、本来は悪魔を彷彿させる青黒い翼を生やした龍のような姿である。なお、六星球は龍の姿では顎、乙姫の姿では額に付いている。
風と空気を操る力を持ち、「空裂気弾」「烈風真空斬」「旋風回転刃」などの風と空気を使った技を得意とする。その能力によって竜巻を発生させ、海中から巻き上げた魚を漁師たちに与えていた。そのため、彼は乙姫として崇められていたが、その影響で漁師たちが次第に堕落していくだけでなく、余って放置された魚が腐敗して周囲の環境を汚染し、さらに竜巻によって海鳥たちが負傷するなどといった災害を引き起こしていた。
一人称は「わらわ」で、語尾に「じゃ」をつけたり、姫らしい笑い声を上げたりするなど、姿を問わず女性らしい口調で話す。悟空が弾き飛ばされて全裸姿になった際にも、赤面して彼に服を着ることを許可するなど、女性らしい一面を見せた。また、ウーロンの下品でくだらない願いによって生まれたことにコンプレックスを感じており、悟空に「どの時のマイナスエネルギーによって生まれたか」を聞かれた際には答えるのを躊躇った挙句、「そんなことにドラゴンボールを使うな」と抗議しており、それに対して悟空も「確かにくだらねえや」と大笑いしていた。
相手の話や言葉を素直に聞き入れるなど、人の良い性格の持ち主であり、消滅する間際には自分の詰めの甘さを口惜しんでいた。
回転技をあっさりと悟空に真似されていたが、その実力で悟空を圧倒する。しかし、ある出来事でヒントを得て回転技の弱点を見破ったパンのかめはめ波で行動不能に陥った隙を突かれ、悟空のかめはめ波によって消滅した。
超六星龍（スーパーリュウシンロン）
『ドラゴンボールヒーローズ』で登場する強化形態。魔人誕生編のビビディの召喚キャラクターとしても登場する。
六星龍・ゼノ（リュウシンロン ゼノ）
『スーパードラゴンボールヒーローズ』で登場する強化形態。

七星龍（チーシンロン）
声 - 青森伸
魔術師バビディにベジータが操られた際、ベジータに殺された天下一武道会の観客たちを生き返らせた時のマイナスエネルギーから生まれた邪悪龍。七星球は額に付いているが、他の邪悪龍とは異なりこちらが本体で、他の生物に寄生して体を乗っ取ったり、その能力をコピーすることができる。なお、寄生している間に受けたダメージは宿主が受けることになり、その状態で倒せば宿主も消滅してしまう。相手を油断させるためにマヌケな性格を装っており、本性は宿主の体を盾にして相手の攻撃を封じるなど、凶悪かつ狡猾である。自分の実力で戦おうとはせず、何かに寄生していなければ抵抗することもできない小心者であり、温厚篤実な悟空もパンを利用されたことで「殺すのも惜しくない」と激怒している。
初登場時はモグラに寄生して地震で街を破壊していたが、悟空とパンによって自分のエネルギー波を足元に誘導されてあえなく自滅。しかしこれは悟空たちを油断させる罠であり、七星球を回収しに来たパンの隙をついて寄生し、「超七星龍」に変身して悟空に襲いかかる。
超七星龍（スーパーチーシンロン）
七星球を回収しに来たパンの隙をついて寄生した姿。外見は巨大な二つの尾を持ったドラゴンで、右の角にパンのバンダナが巻かれている。パンを盾にして悟空を窮地に追い込むも、悟空にとどめを刺す前に体内のパンを自身の腹部から見せた時、油断していたためパンを体から引き離されてパワーダウンし、小さな真の姿を現す。直後に寄生しようとしたカラスにも、悟空が間に割って入ったことで逃げられる。苦し紛れに抵抗するも悟空には通じず、モグラや街の住民、パンの分を合わせた連続攻撃と、とどめのかめはめ波により消滅した。
七星龍・ゼノ（チーシンロン ゼノ）
『スーパードラゴンボールヒーローズ』で登場する強化形態。

### ゲームオリジナル

#### 暗黒神龍（あんこくシェンロン）
声 - 大友龍三郎（『スーパードラゴンボールヒーローズ』）
初登場はゲーム『スーパードラゴンボールヒーローズ』第8弾、漫画版での初登場は『スーパードラゴンボールヒーローズ 暗黒魔界ミッション!』第十一話「暗黒魔界復活の時」。トワに洗脳されたデンデが暗黒神龍（あんこくシェンロン）を呼ぶ暗黒ドラゴンボールを作った。ゲーム版の一人称は「オレ」。
暗黒ドラゴンボールから「出でよ暗黒神龍!! そして願いを叶えたまえ!!」の掛け声で出現する。暗黒ドラゴンボールは生物に寄生して凶悪な力を与える。
基本的にはどんな願いも1つだけ叶えてくれる。

## テーマ曲
いずれもインストゥルメンタルである。
吹けよ風 呼べよ神龍!!
セリフ: 内海賢二/作曲・編曲: 藤原いくろう
タッカラプト ポッポルンガ プピリットパロ
ポルンガのテーマ。